# Blunder Boys
Blunder Boys (br.: Disfarçados atordoados) é um curta metragem estadunidense de 1955, dirigido por Jules White. É o 166º de um total de 190 filmes da série com os Três Patetas produzida pela Columbia Pictures entre 1934 e 1959.

## Enredo
Os Três Patetas são investigadores de polícia (Halliday (Moe, chamado pela dublagem brasileira de "Zé Calado"), Tarraday (Larry, como "Zé Pesado") e Various Days (Shemp, como "Zé Feriado")). Eles relatam em flashback um caso policial do qual participaram mas na verdade iniciam bem antes, quando ainda serviam no exército (Larry atordoado destrói sem querer um ninho de metralhadoras inimigo). Eles depois entram para um curso de detetives (quando simulam algemar jovens deliquentes mas perdem a chave) e são aceitos como agentes do F.B.Eye (F.B.Olho, paródia de FBI). O chefe deles (Kenneth MacDonald) lhes dá a missão de prenderem o criminoso Eel ("Enguia", interpretado por Benny Rubin), conhecido por se disfarçar de mulher mas fumar uma determinada marca de charuto. Depois de uma perseguição no prédio do Biltless Hotel ("Hotel Pilantra", segundo a dublagem brasileira), o bandido foge e os Patetas são demitidos da agência e vão trabalhar como operários de construção.